# Tisza Cipő Zrt.
A Tisza Cipőgyár könnyűipari vállalat Magyarországon. Székhelye Martfűn található. 1942-ben kezdte meg a működését. 1949-ben államosították. A rendszerváltás után részvénytársasággá alakult Tisza Cipő Zrt. néven, amely kezdetben állami tulajdonban volt, majd 2007-ben privatizálták. A cipőgyártó tevékenységet a részvénytársaság Tisza Cipőgyártó Kft. leányvállalata vitte tovább.
1971-ben vezették be a gyár cipőmárkáját, a Tisza márkanevet. Az ehhez kapcsolódó védjegyoltalmak egy része 2000-ben lejárt, a védjegyeket a Vidák László tulajdonában álló Clash Kft. vásárolta meg, amely felélesztette a cipőmárkát. A Tisza cipők kezdetben Martfűn készültek, majd később más üzemekbe került át a gyártás, amely kiegészült ruházati termékek és egyéb kiegészítők gyártásával és forgalmazásával.
Az egykori Tisza Cipőgyár területén napjainkban a Tisza Ipari Park található, ahol számos kisebb, főként cipőgyártással foglalkozó cég működik, beleértve a Tisza Cipőgyártó Kft.-t is. 

## Története
Jan Antonín Baťa az 1930-as években kívánt cipőgyárat létesíteni valahol Magyarországon. A helyszínt illetően a választása Martfűre esett, ahol vízi, közúti és vasúti csomópont található. A gyár akkor Tiszaföldvárhoz tartozó területét 1939-ben vásárolta meg. 1941. december 16-án jegyezték be a vállalatot CIKTA Rt. (Cipőgyártási és Kereskedelmi Részvénytársaság) néven. Az építkezés 1942 tavaszán fejeződött be, majd nyáron elindult a termelés. A második világháború éveiben sok változás történt a vezetésben, de ezek nem befolyásolták a termelést. A háború során a gyárnak nagy veszteségei voltak, a következő években gumitalpú cipők helyett fatalpúakat állítottak elő. 1949 augusztusában az államosított Cikta Rt.-t Tisza Cipőgyár Nemzeti Vállalatra nevezték át.
Az 1950–60-as években a gyár főleg a magyarországi kereslet kielégítésére termelt, export csak a szocialista országokba történt. Nagy mennyiségben gyártottak bakancsokat a Honvédelmi és a Belügyminisztériumnak, illetve a Munkásőrségnek. 1970 decemberében a Tisza Cipőgyár beadta az új logója engedélyezési kérelmét, amelyet 1971 első hónapjaiban hagytak jóvá.[forrás?]
Ezt követően kezdték készíteni azokat a cipőket, melyek sok fiatal kedvenc viseletévé váltak. A sporttermékek beváltották a reményeket. 1971 májusától a németországi Adidas is a Tisza Cipőgyárral állíttatta elő a La Paz modellnevet viselő futballcipőit.
Az 1970-es évek elején új modellek jelent meg, amik közül több a mai „old school” stílusú cipők elődje volt. A gyár legrégebbi termékei a gumitalpú – vulkanizált eljárással készült – tornacipők voltak, amelyeket számos színben szállítottak az üzletekbe. A tornacipők választéka jelentősen bővült, a hagyományos félcipők mellett megjelentek a magasszárúak is. Készítettek még különleges, bizonyos sportágakhoz szükséges vászon-, illetve bőrcipőket is.
Az 1970-es években a Tisza Cipőgyár volt Magyarország legnagyobb ilyen gyára.[forrás?] A termelés része volt a gumitalpak előállítása, melyeket több gyárnak is beszállítottak. Évente mintegy 10 200 000 pár lábbelit állítottak elő, ebből mintegy 3 000 000 pár torna- és sportcipő volt. A gyár a minőség tanúsítására 1974 júliusában „Kiváló áru” jelzést kapott, az 1976-os Budapesti Nemzetközi Vásáron pedig a szabadidőcipői nagydíjban részesültek.
1976-tól kezdve egy többéves szerződés keretében szállítottak sportcipőket az Adidas részére, és az Egyesült Királyságban is megjelentek a termékeik. Megállapodás született az első amerikai exportra is, miközben évi kétmillió pár cipőt szállítottak a szocialista országok piacaira.
A rendszerváltás után a cipőimport igencsak megerősödött, és a gyárnak új versenytársai jelentek meg a piacon. A tornacipők gyártása a 90-es évek közepéig folytatódott, ekkor álltak át az utcai lábbelik előállítására.
A Tisza sportcipők 2003 nyarán jelentek meg ismét, a régi, megszokott modellek mellett sok új is.

## A Tisza cipőmárka és a gyár napjainkban
A Tisza cipőgyár egyedülálló módon kivonult a hagyományos cipőboltokból, és a termékeit csak a saját szaküzleteiben forgalmazza. 2018-ban országszerte hat üzletet tartottak fenn (szemben a 2007-es kilenccel): kettőt a fővárosban, egyet-egyet Győrben, Szegeden, Siófokon és Pécsett. Utóbbi üzlet 2025. februárjában bezárt.
A Tisza a 2006–2007-es szezonban ünnepelte a 35 éves jubileumát, és ennek tiszteletére készítette el a Klasszik modellt az akkor kapható másik kilenc (Camping, Comfort, Comfort De Lux, Compakt, Dorko, Mamusz, Tennis, Tengo) mellé.
A Tisza gyár ruházati termékekkel és kiegészítőkkel is megjelent a piacon. Az előbbiek elsősorban retró ruhákból állnak, míg az utóbbiak főleg zoknik, sapkák, sálak és táskák kínálatából. Ezekre a visszafogott elegancia és a rangos márkajelzés a jellemző.
2014-ben létrejött a Tisza almárkája, a Tisza Budapest.[forrás?]

## Külső hivatkozások
- A Tisza Cipő Zrt. (Tisza Cipőgyártő Kft.) honlapja
- A Tisza Cipő márka (Clash Kft.) hivatalos honlapja
- A Tisza Ipari Park honlapja